# Красица (Бује)
Красица  (итал. Crasizza) је насељено место у Републици Хрватској у Истарској жупанији. Административно је у саставу Града Буја.

## Географија
Красица се налази 5 км од Буја на путу према Пули. На околним брежуљцима су старих праисторијске градине, а према налазима из римског периода може се констатовати да су ту постојале велике тврђаве као што је то била Градина, смештена уз правац од изузетне важности — via Flaviu.
Место је данас познато по маслинарству. Последњих година број стабала маслина се знатно повечао, тако да је и дрворед поред пута од стабала маслина. Сваке се године у месту се одржава сајам маслиновог уља, на којему хемијске и органоелептичке анализе уља локалних произвођача показују на висок квалитет аутохтоног производа.

## Историја
У шпиљи „Валерон“ на обронку изнад долине Мирне око 3 километра удељена од засеока Пунте, пронађени су предмети из железног доба. Пронађени натписи, ковани новац из Римског доба израђени мермер, одломци стубова налате се у музејима Трста, Пуле и Пореча или узидани у спољашњи бочни зид жупне цркве у Бујама.
На брежуљку око стотињак метара западно од данашње цркве Св. Стјепана и Св. Марије Магдалене, налаила се преисторијска градина, касније фортификација. Градина је у више наврата мењала име: Истарски Каструм или Castrum Castiloni, помиње се у документу из 1102. године, којим Истарски кнез Улрих II. и његова жена Аделаида поклањају посед аквилејским патријарсима.

## Становништво
Према последњем попису становништва из 2001. године у насељу Красица живела су 152 становника који су живели у 37 породичних домаћинстава.
Кретање броја становника по пописима 1857—2001.
| година пописа  | 1857. | 1869. | 1880. | 1890. | 1900. | 1910. | 1921. | 1931. | 1948. | 1953. | 1961. | 1971. | 1981. | 1991. | 2001. |
| бр. становника | 622   | 659   | 546   | 586   | 617   | 658   | 1010  | 1102  | 634   | 429   | 395   | 236   | 210   | 172   | 152   |

Напомена:У 1869. и 1890. исказано под именом Крашица, а у 1880., 1900. и 1910. под именом Крашице. У 1857., 1869., 1921. и 1931. садржи податке за насеља Баредине и Лозари. 